# 12850 Axelmunthe
12850 Axelmunthe eller 1998 CO3 är en asteroid i huvudbältet som upptäcktes den 6 februari 1998 av den belgiske astronomen Eric W. Elst vid La Silla-observatoriet. Den är uppkallad efter läkaren Axel Munthe.